# Pozo Almonte
Pozo Almonte – miasto w Chile, w regionie Tarapacá, w prowincji Tamarugal.